# 詹姆斯·邦德系列小说
詹姆斯·邦德系列小说，又称007系列小说，是英国作家伊恩·弗莱明创作的侦探、谍战类小说，描述了一位名叫詹姆斯·邦德（代号007）的间谍故事，共出版了14部。主要有：皇家赌场 、生死关头、太空城 、金刚钻、俄罗斯之恋、金手指、诺博士、蔷薇花下的阴谋、铁爪虚空魔、虎口拔牙、爱的漩涡、借刀杀人、原子弹的阴谋、自取灭亡。